# 2010년 3월
| 2010년: 1월 · 2월 · 3월 · 4월 · 5월 · 6월 · 7월 · 8월 · 9월 · 10월 · 11월 · 12월 |

| <          | 2010년 3월  | 2010년 3월  | 2010년 3월 | 2010년 3월 | 2010년 3월 | >          |
| 일         | 월          | 화          | 수         | 목         | 금         | 토         |
|            | 1 1.16 경술 | 2 17 신해   | 3 18 임자  | 4 19 계축  | 5 20 갑인  | 6 21 을묘  |
| 7 22 병진  | 8 23 정사   | 9 24 무오   | 10 25 기미 | 11 26 경신 | 12 27 신유 | 13 28 임술 |
| 14 29 계해 | 15 30 갑자  | 16 2.1 을축 | 17 2 병인  | 18 3 정묘  | 19 4 무진  | 20 5 기사  |
| 21 6 경오  | 22 7 신미   | 23 8 임신   | 24 9 계유  | 25 10 갑술 | 26 11 을해 | 27 12 병자 |
| 28 13 정축 | 29 14 무인  | 30 15 기묘  | 31 16 경진 |            |            |            |

| - 3월 6일 : 조경철 - 3월 11일 : 법정 - 3월 14일 : 박춘석 - 3월 18일 : 남광현 - 3월 29일 : 최진영 편집하기 |

## 2010년3월 30일
- 천안함 실종자 수색 작업을 하던 한주호 준위가 작업 도중 실신하여, 후송 치료 중 사망, 순직하였다.

## 2010년3월 29일
- 러시아 모스크바 지하철역 두 곳에서 체첸 분리주의자에 의한 자살 폭탄 테러가 일어나 최소 37명이 사망하였다.
- 대한민국의 배우 겸 가수인 최진영이 사망했다.
- 대한민국의 녹번동의 질병관리본부에서 화재가 발생하였다.

## 2010년3월 28일
- 중국 산시성 (산서성) 왕자링 탄광에서 침수 사고가 일어났다.

## 2010년3월 26일
- 대한민국 해군의 초계함인 PCC-772 천안이 조선민주주의 인민공화국 (Democratic People's Republic of Korea)의 잠수정이 발포한 어뢰에 폭침 천안함 피격 사건 당하였다.
- 농수산부 소속의 공무원 8명이 공무상 출장으로 태안 해안에서 자동차를 타고 이동하던 중 사고를 당해 운전자와 공무원 8명 모두 사망하였다.

## 2010년3월 24일
- 삼성그룹은 이건희 전 회장이 삼성전자 회장으로 경영 일선에 복귀한다고 발표했다.
- 2010년 아벨상 수상자로 미국의 수학자 존 테이트가 선정되어 발표됐다.

## 2010년3월 22일
- 독일의 작곡가인 리하르트 바그너의 손자로 57년간 바이로이트 음악제의 총감독을 맡았던 볼프강 바그너가 지난 일요일에 90세를 일기로 타계했다.

## 2010년3월 21일
- 미국의 건강보험 개혁법안이 연방 하원에서 찬성 219표, 반대 212표로 가결 통과됐다.
- 대한민국 봉은사를 조계종 총무원 직영사찰로 전환하기로 한 것에 대해 주지 명진 스님이 안상수 한나라당 원내대표의 외압설을 제기했다.

## 2010년3월 20일
- 대한민국에서 미세먼지농도가 계기관측 사상 가장 높은 황사가 발생했다.
- 네팔의 민주화 지도자인 기리자 프라사드 코이랄라 전 총리가 사망했다.

## 2010년3월 19일
- 대한민국 방송문화진흥회 이사장인 김우룡이 사의를 표명하였다.
- 시에라리온 남부의 금광에서 붕괴 사고가 발생하여 200명 이상이 사망하였다.

## 2010년3월 18일
- 대한민국의 핸드볼 선수 남광현이 간암으로 사망하였다.

## 2010년3월 15일
- 영국의 일간지 데일리 텔레그래프는 김정일이 도피 자금 40억 달러를 유럽 은행에 은닉하고 있다고 보도했다.
- 미국 라스베이거스에서 마이크로소프트의 윈도 폰 7 시리즈에 대한 정보가 공개되었다.

## 2010년3월 14일
- 대한민국의 작곡가인 박춘석이 뇌졸중으로 80세에 별세했다.

## 2010년3월 12일
- 캐나다 밴쿠버에서 2010년 동계 패럴림픽이 개막했다.

## 2010년3월 11일
- 대한민국의 승려인 법정이 길상사에서 78세를 일기로 입적하였다. 사인은 폐암이다.
- 대한민국에서 해킹으로 개인정보를 대량유출시킨 일당이 검거되었다.

## 2010년3월 10일
- 부산 여자 중학생 피살 사건의 피의자 김길태가 사건 발생 15일 만에 검거되었다.

- 대한민국에서 2010학년도 3월 전국연합학력평가가 시행되었다.

## 2010년3월 9일
- 충청남도 태안군에서 릭터 규모 3.2의 지진이 발생하였다.

## 2010년3월 8일
- 튀르키예 동부 엘라지그 주에서 릭터 규모 6.0의 지진이 발생하여 50여 명이 사망하였다.

## 2010년3월 7일
- 제 82회 아카데미 시상식에서 영화 허트 로커가 작품상과 감독상 등을 포함해 6개 부문을 수상하였다.

## 2010년3월 6일
- 대한민국의 천문학자인 조경철이 심장병으로 사망하였다.
- 부산에서 실종된 여자 중학생이 사망한 채

## 2010년3월 5일
- 수원지방검찰청이 시국선언 교사들에 대한 징계를 거부한 혐의로 김상곤 경기도교육감을 불구속 기소했다.
- 이라크의 바쿠바에서 자살 폭탄 테러 사건이 발생해 33명이 사망하였다.
- 그리스에서 정부의 재정 긴축 정책에 항의하는 노동계의 총파업이 있었다.

## 2010년3월 4일
- 대한민국의 야 5당과 4개 시민단체로 구성된 ‘5+4 회의’가 6월 2일 지방 선거에서 연합한다는 합의문을 발표했다.

- 타이완에 릭터 규모 6.4의 지진이 발생하였다.

## 2010년3월 3일
- 중국인민정치협상회의 제11기 3차 전체회의가 베이징 인민대회당에서 개막됐다.

## 2010년3월 1일
- 우간다에 호우가 내려 산사태가 발생하였다.
- 대한민국에서 구글은 마이크로소프트의 웹 브라우저인 인터넷 익스플로러 6에 대한 지원을 중단했다.